# Bộ trưởng An ninh Nội địa Hoa Kỳ
Bộ trưởng An ninh Nội địa Hoa Kỳ hay Bộ trưởng Nội an Hoa Kỳ (tiếng Anh: United States Secretary of Homeland Security) là người lãnh đạo Bộ Nội an Hoa Kỳ, đây là bộ phận đặc trách bảo vệ nội địa Mỹ và an toàn cho công dân Mỹ. Bộ trưởng là thành viên nội các của Tổng thống Hoa Kỳ. Chức vụ này được lập theo Đạo luật Nội an sau các vụ khủng bố ngày 11 tháng 9 năm 2001. Bộ mới thành lập gồm có chủ yếu các cơ quan được thuyên chuyển từ các bộ nội các khác vì vai trò của chúng đối với nội an, thí dụ như Tuần duyên Hoa Kỳ, Sở Phòng vệ Liên bang (Hoa Kỳ), Cục Hải quan và Biên phòng Hoa Kỳ (bao gồm Tuần Biên Hoa Kỳ), Sở Mật vụ Hoa Kỳ, và Cơ quan Quản lý Trường hợp Khẩn cấp (FEMA). Tuy nhiên nó không bao gồm FBI hay CIA.

## Được xếp vào thứ tự kế vị tổng thống
Theo truyền thống, thứ tự kế vị tổng thống được quy định (sau Phó Tổng thống Hoa Kỳ, Chủ tịch Hạ viện Hoa Kỳ, và Chủ tịch Thượng viện tạm quyền Hoa Kỳ) theo thứ tự mà chức vụ nội các đó được lập ra và được ủy thác dưới 3 U.S.C. § 19.
Ngày 9 tháng 3 năm 2006, Tổng thống Bush ký H.R.3199 Lưu trữ ngày 3 tháng 1 năm 2011 tại Wayback Machine thành Công luật Hoa Kỳ 109 - 177 nhằm gia hạn Đạo luật Yêu nước (Patriot Act) và tu chính Đạo luật Kế vị Tổng thống để xếp Bộ trưởng Nội an Hoa Kỳ vào trong thứ tự kế vị tổng thống ở vị trí sau Bộ trưởng Cựu chiến binh Hoa Kỳ (§ 503). Tại Quốc hội Hoa Kỳ lần thứ 109, luật được trình lên để đặt Bộ trưởng Nội an vào thứ tự kế vị tổng thống ở vị trí sau Bộ trưởng Tư pháp Hoa Kỳ nhưng dự luật này hết hạn vào cuối Quốc hội thứ 109 và đã không được mang ra trình lại

## Danh sách các Bộ trưởng Nội an Hoa Kỳ
Trước khi thành lập Bộ Nội an Hoa Kỳ, chức vụ Trợ tá Tổng thống đặc trách Văn phòng Nội an đã được thành lập theo sau các vụ khủng bố ngày 11 tháng 9 năm 2001.
| Thứ tự | Hình      | Tên                | Quê nhà          | Nhậm chức            | Rời chức             | Dưới thời tổng thống |
| ------ | --------- | ------------------ | ---------------- | -------------------- | -------------------- | -------------------- |
| 1      | Tom Ridge | Tom Ridge          | Pennsylvania     | 24 tháng 1 năm 2003  | 1 tháng 2 năm 2005   | George W. Bush       |
| –      | James Loy | James M. Loy       | Pennsylvania     | 1 tháng 2 năm 2005   | 15 tháng 2 năm 2005  | George W. Bush       |
| 2      |           | Michael Chertoff   | New Jersey       | 15 tháng 2 năm 2005  | 21 tháng 1 năm 2009  | George W. Bush       |
| 3      |           | Janet Napolitano   | Arizona          | 21 tháng 1 năm 2009  | 6 tháng 9 năm 2013   | Barack Obama         |
| –      |           | Rand Beers         | Đặc khu Columbia | 6 tháng 9 năm 2013   | 23 tháng 12 năm 2013 | Barack Obama         |
| 4      |           | Jeh Johnson        | New Jersey       | 23 tháng 12 năm 2013 | 20 tháng 1 năm 2017  | Barack Obama         |
| 5      |           | John F. Kelly      | Virginia         | 20 tháng 1 năm 2017  | 31 tháng 7 năm 2017  | Donald Trump         |
| –      |           | Elaine Duke        | Ohio             | 31 tháng 7 năm 2017  | 6 tháng 12 năm 2017  | Donald Trump         |
| 6      |           | Kirstjen Nielsen   | Florida          | 6 tháng 12 năm 2017  | 10 tháng 4 năm 2019  | Donald Trump         |
| –      |           | Kevin McAleenan    | Hawaii           | 10 tháng 4 năm 2019  | 13 tháng 11 năm 2019 | Donald Trump         |
| –      |           | Chad Wolf          | Virginia         | 13 tháng 11 năm 2019 | 11 tháng 1 năm 2021  | Donald Trump         |
| –      |           | Peter Gaynor       | Đảo Rhode        | 11 tháng 1 năm 2021  | 20 tháng 1 năm 2021  | Donald Trump         |
| –      |           | David Pekoske      | Connecticut      | 20 tháng 1 năm 2021  | 2 tháng 2 năm 2021   | Joe Biden            |
| 7      |           | Alejandro Mayorkas | Đặc khu Colombia | 2 tháng 2 năm 2021   | 20 tháng 1 năm 2025  | Joe Biden            |
| –      |           | Benjamine Huffman  | Texas            | 20 tháng 1 năm 2025  | 25 tháng 1 năm 2025  | Donald Trump         |
| 8      |           | Kristi Noem        | South Dakota     | 25 tháng 1 năm 2025  | Đương nhiệm          | Donald Trump         |